# 劉子煥
劉子煥（?—?），清朝政治人物。陝西省西安府咸陽縣人。進士出身。
光緒五年（1879年）己卯科陝西鄉試第一名舉人（解元）。光緒九年（1883年），参加癸未科殿試，登進士二甲94名。同年五月，著以主事分部学习。